# Isla Caucahué
Isla Caucahué är en ö i Chile.   Den ligger i regionen Región de Los Lagos, i den södra delen av landet, 1 000 km söder om huvudstaden Santiago de Chile. Arean är 33 kvadratkilometer.
Terrängen på Isla Caucahué är platt. Öns högsta punkt är 115 meter över havet. Den sträcker sig 8,9 kilometer i nord-sydlig riktning, och 9,3 kilometer i öst-västlig riktning.